# Bygdøy

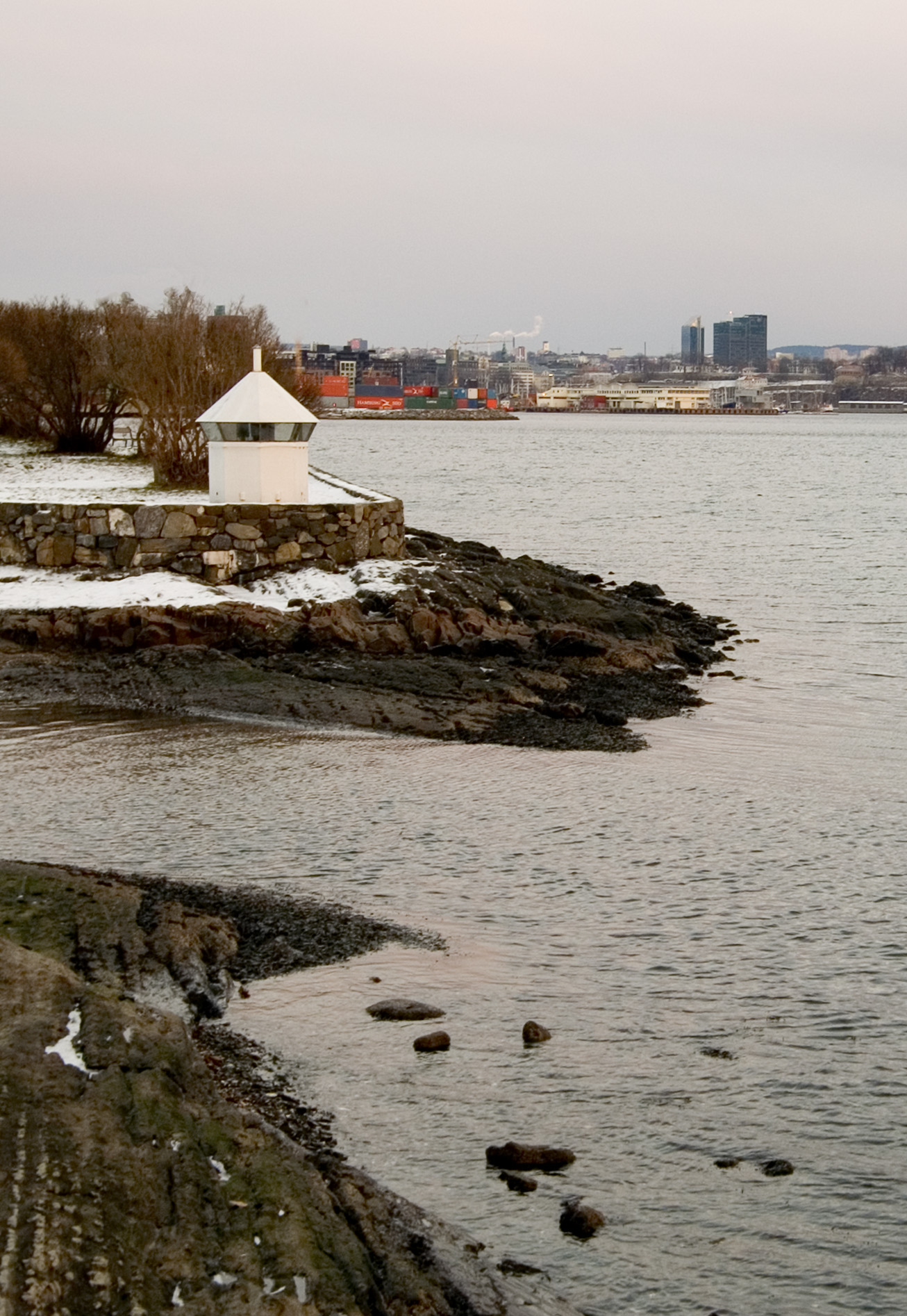
Bygdøy.

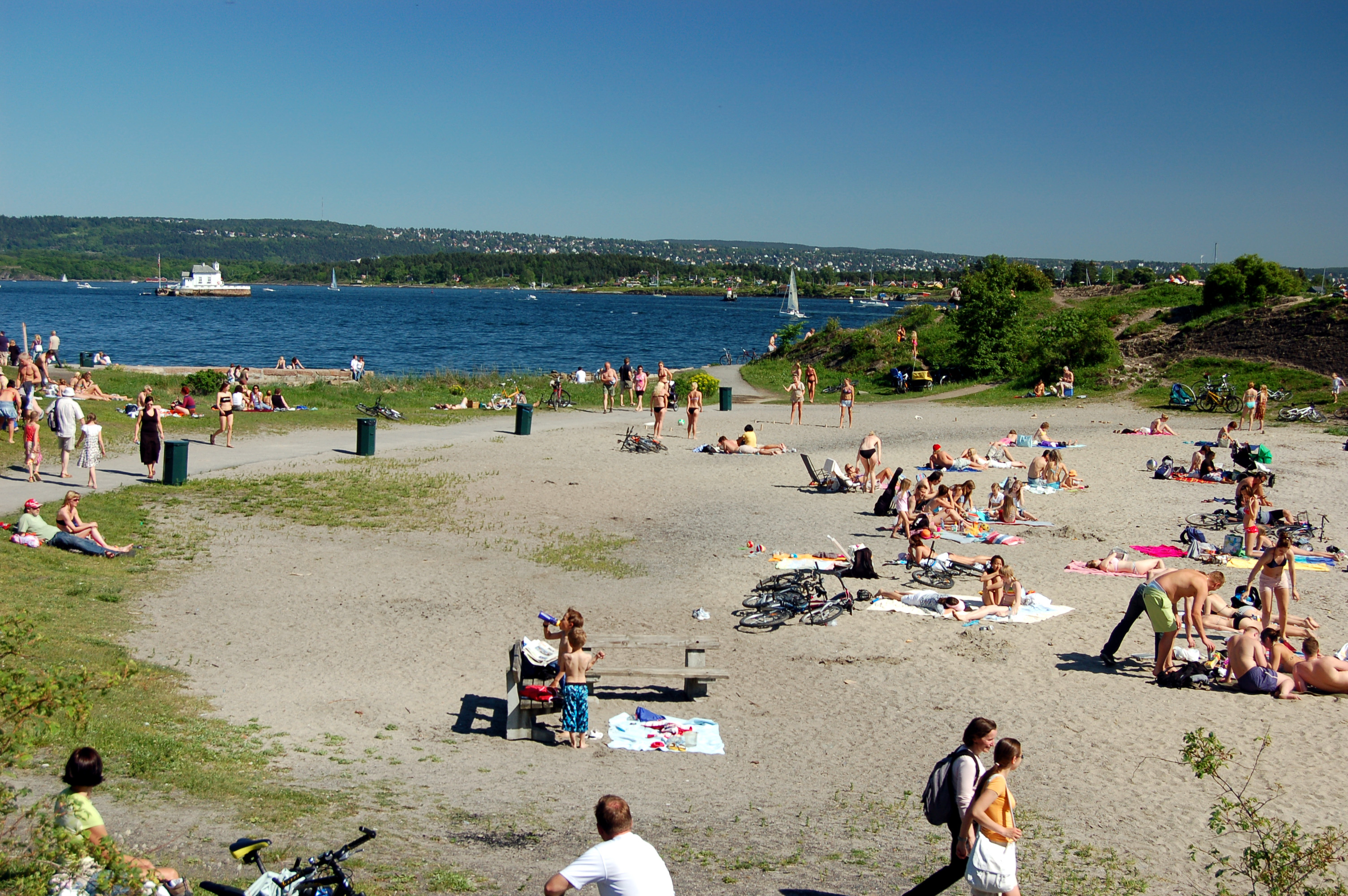
La playa de Huk.

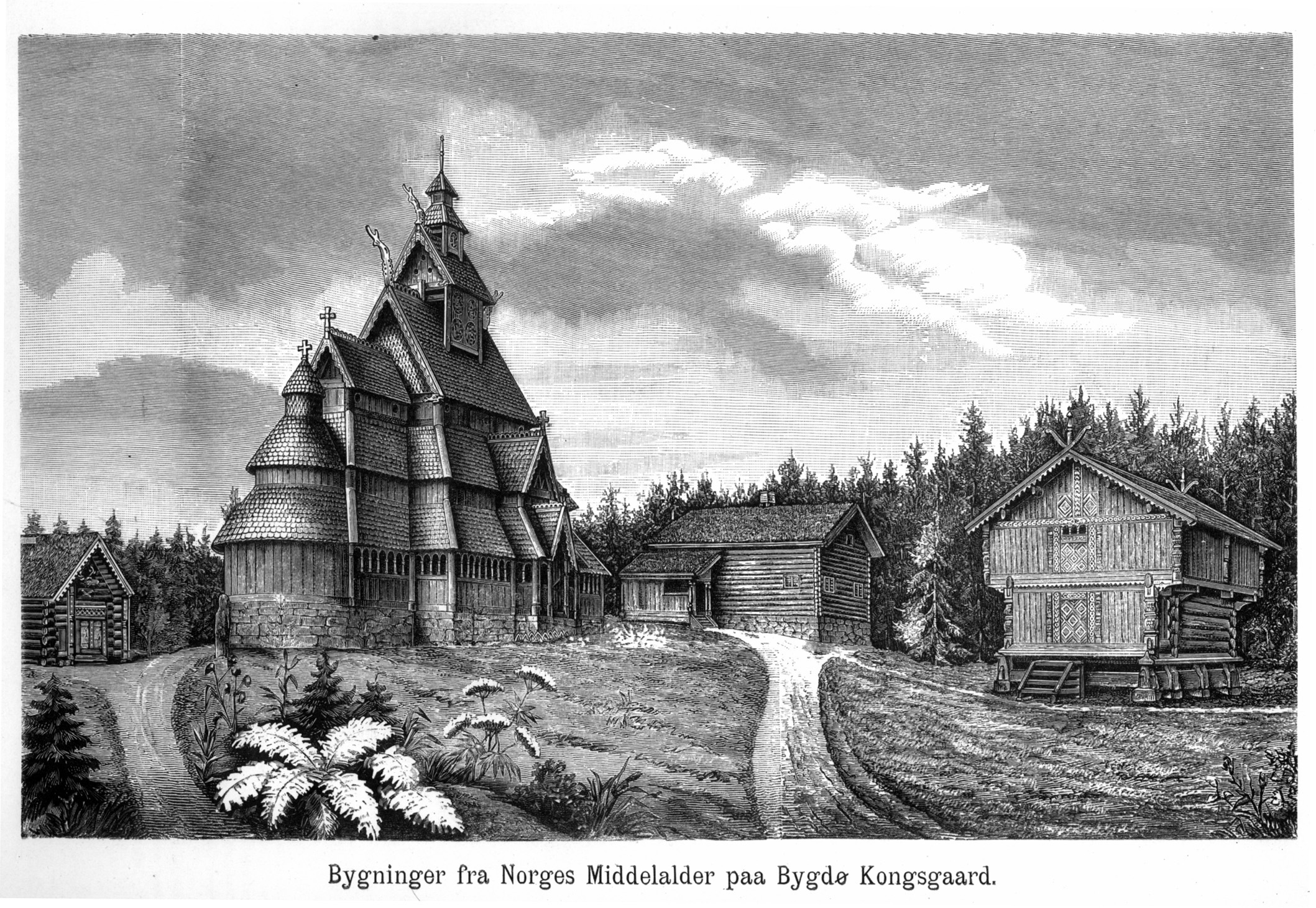
El Museo al aire libre fundado en 1888.

Bygdøy o Bygdø (hasta 1877 llamada Ladegaardsøen) es un barrio de Oslo ubicado en una península occidental de Oslo.
Bygdøy es una zona residencial y posee una área extensa de bosques y parques, con una gran variedad de flora. Ha sido una zona popular de paseos al aire libre, especialmente en verano, debido a las buenas condiciones que ofrece para caminar y las diversas playas que posee. Huk es una sus playas más famosas, con una zona familiar y otra destinada al nudismo.
La granja real (Kongsgård en noruego) y el palacio de Oscarshall también se encuentran en la península. Bygdøy alberga diversos museos entre otros el Museo de los Barcos Vikingos.
En 1885, había apenas 111 casas en Bygdøy. La mayor parte de los jardines de grandes dimensiones que existían fueron divididos en lotes de tierra más pequeños, para la construcción de casas. Gran parte de la zona se encuentran en áreas protegidas, tales como los bosques de las propiedades del rey.

## Historia
Como su nombre en noruego lo indica, Bygdøy era hasta aproximadamente 1800 una isla, pero la alteración de los niveles de las aguas acabaron por unirla al continente.
La antigua isla pertenecía a la Orden del Císter, hasta que terminó siendo integrada a la corona noruega durante la reforma. Los monjes desempeñaban actividades agrícolas y piscícolas, siendo la fuente principal de comida de la Fortaleza de Akershus. Así se explica el origen del nombre antiguo de la península. El rey utilizó también la rica naturaleza local como zona de caza, siendo Cristian IV quien construyó un pequeño palacio de caza. Fue el inicio de la propiedad real que hoy es conocida como la granja real (Bygdøy kongsgård). La construcción del edificio principal de la propiedad fue iniciada en 1733, como residencia de verano del ministro Christian Rantzau. El rey Cristián VIII pasó el verano de 1814 en esa residencia. Los reyes Haakon VII y Olaf V usaron la casa como residencia de verano.
En 1775 fue cedida una parte del terreno, mas el rey Carlos XIV Juan terminó por comprarla nuevamente en 1837. El rey Óscar I construyó el palacio Oscarshall en el período comprendido entre 1847-1852. El abuelo de éste, Óscar II mandó a construir un conjunto de casas conocido como las villas reales (kongevillaene), junto al bosque real  (kongeskogen), y al puerto de la playa de Huk y se estableció en la vivienda Villa Victoria como residencia de veraneo.
En las propiedades reales fue inaugurado en 1881 el primer museo al aire libre del mundo, el Museo del Pueblo Noruego que fuera a dar una perspectiva general de la historia de la construcción de casas en Noruega, con la ayuda de 8 a 10 casas mudadas de su localidad de origen. Apenas cinco casas se completaron, como la iglesia de Gol como punto fundamental.
El parlamento noruego decretó entre 1862 y 1863 que la propiedad real pasaría para siempre a manos de la familia real. El resto de la zona pasará a ser una área libre, para ser disfrutada por toda la población.

## Lugares de interés
- Museo de los Barcos Vikingos
- Museo Kon-Tiki
- Museo Fram
- Oscarshall
- Museo del Holocausto (Bygdøy)
- Museo del Pueblo Noruego
- Museo Marítimo Noruego

- Datos: Q375754
- Multimedia: Bygdøy / Q375754